# Villa Theresia
Die Villa Theresia liegt im Stadtteil Kötzschenbroda der sächsischen Stadt Radebeul, in der Meißner Straße 292. Die Villa ist benannt nach der Eigentümerin Amalie Theresia Ockert, die dort 1903 wohnte.

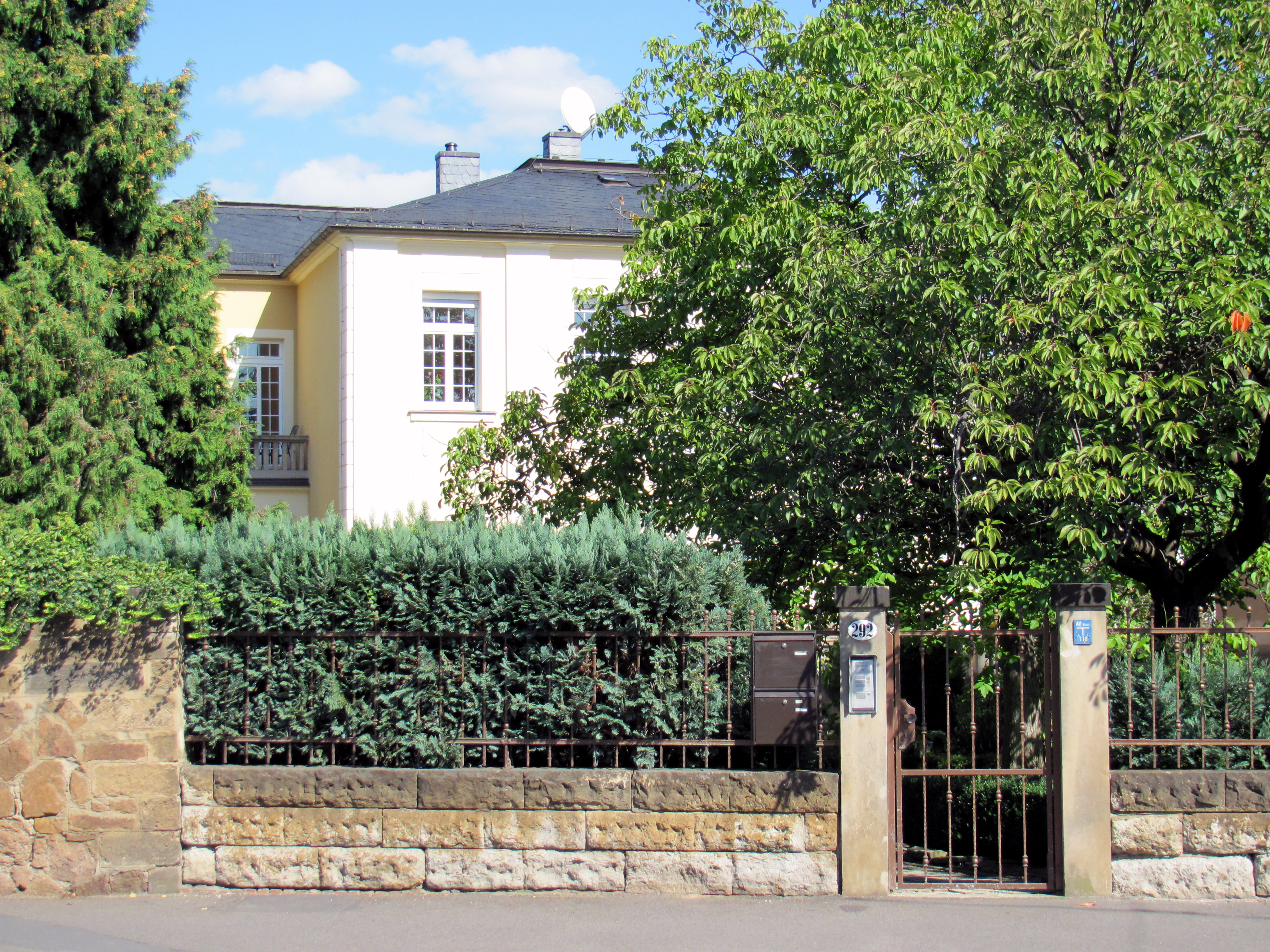
Villa Theresia

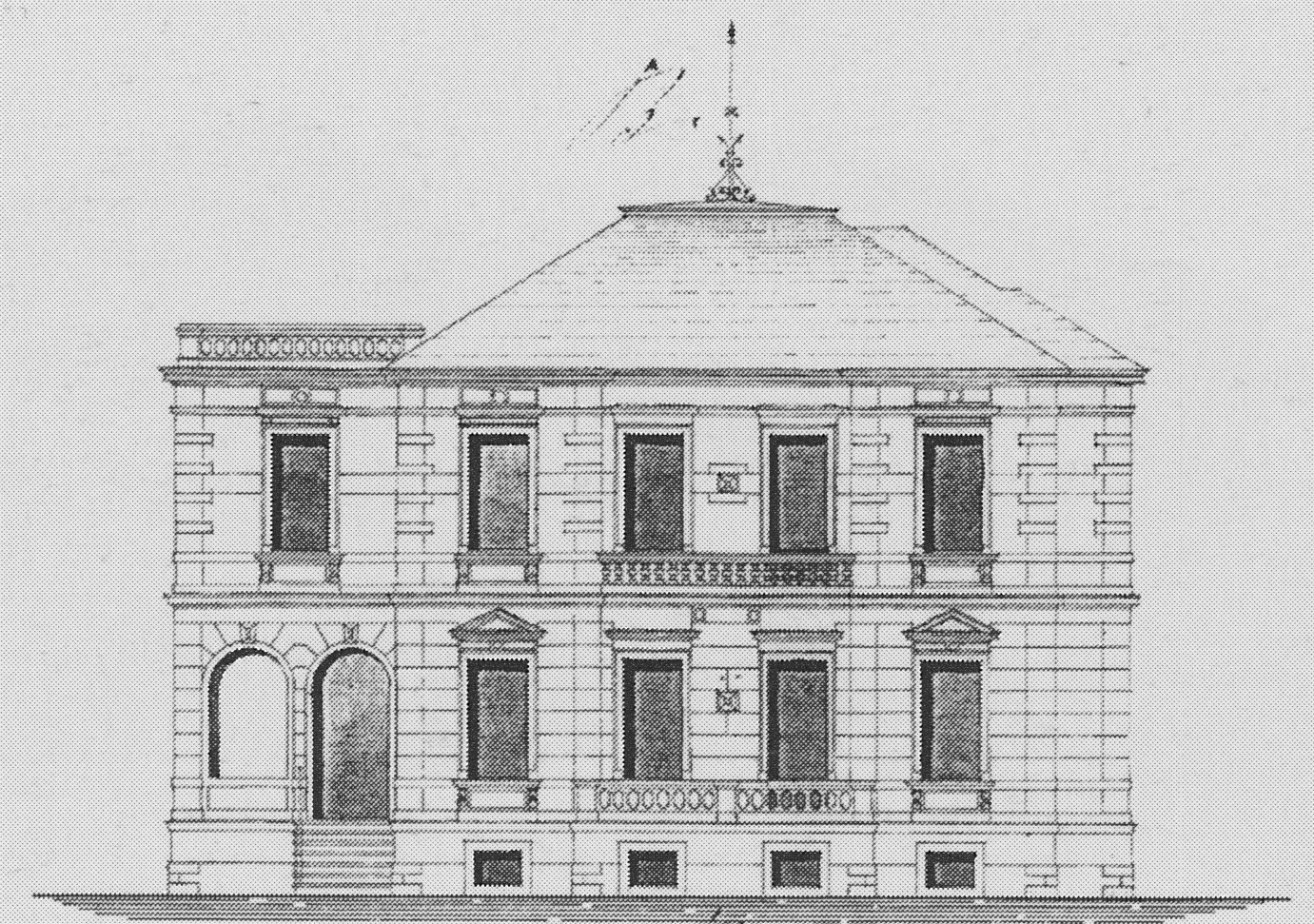
Bauzeichnung Villa Theresia (1889)

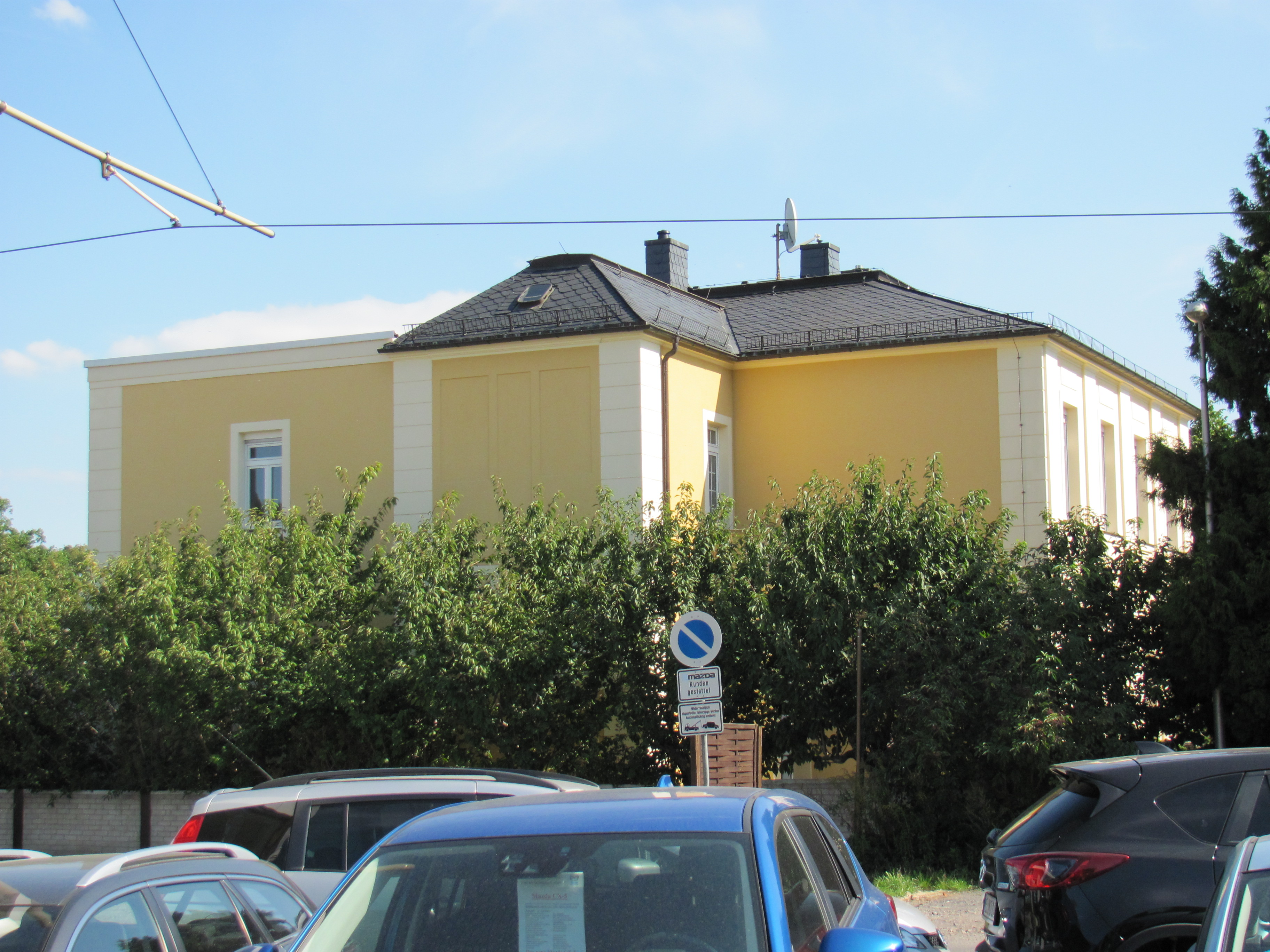
Villa Theresia, von der Carl-Pfeiffer-Straße aus

Die Villa Theresia ist das Nachbarhaus der rechtsgelegenen Villa Tini (Meißner Straße 290), die der bedeutenden Opernsängerin „Tini“ Schumann-Heink gehörte.

## Beschreibung
Die zweigeschossige, mitsamt Einfriedung unter Denkmalschutz stehende Villa liegt nördlich der Meißner Straße auf einem Eckgrundstück zur Carl-Pfeiffer-Straße. Sie steht auf einem Sockelgeschoss und hat obenauf ein flachgeneigtes und abgeplattetes Walmdach, das mit Schiefer gedeckt ist.
In der Hauptansicht nach Süden zum Vorgarten und der Meißner Straße liegt in ganzer Breite des Hauses eine Terrasse mit Freitreppe zum Garten. Auf der Terrassenbalustrade stehen kleine Putten aus Kunststein. Die dortige Fassade ist durch Lisenen gegliedert, unter den Obergeschossfenstern finden sich „dürre Festons“ als Stuckverzierung.
Am hinteren Ende der linken Seitenansicht (Carl-Pfeiffer-Straße) steht ein zurückversetzter Anbau mit dem Eingang und dem Treppenhaus.
Der ehemals historistische Putzbau ist im Sinne der Reformarchitektur umgeformt, was sich auch im Inneren niedergeschlagen hat. Die Fenster werden von Sandstein eingefasst.

## Geschichte
Im Jahr 1889 errichtete Moritz Große, Maurermeister in Kötzschenbroda, eine Neorenaissance-Villa im Stil der Dresdner Schule, die den heutigen Kernbau darstellt.
In den Jahren von 1916 bis 1918 wurde der Bau durch den neuen Eigentümer Hansalfred (auch Hans Alfred) Richter, Architekt aus Berlin, in ein „palaisartiges“ Gebäude umgestaltet. Auf ihn geht die veränderte Verputzung, die Lisenengliederung, ein Erkeranbau auf der Nordseite sowie die Terrasse auf der Südseite zurück. Auch das Innere wurde im Sinne des Reformstils umgearbeitet; die Pläne dazu stammen von M. Fred Mebius aus Kötzschenbroda, der als Bevollmächtigter Richters die Unterlagen signierte. Die Ausführung nahm der ortsansässige Baumeister Moritz Alfred Große vor. Die Bauvollendung wurde im Oktober 1918 angezeigt. Bereits 1916 wurde das Seitengebäude für eine Gärtnerwohnung aufgestockt und eine Garage wurde auf dem Grundstück errichtet.